# Notiodrassus
Notiodrassus là một chi nhện trong họ Gnaphosidae.